# Catedral de la Inmaculada Virgen María (Jelgava)
La Catedral de la Inmaculada Virgen María (en letón: Jelgavas Bezvainīgās Jaunavas Marijas Romas katoļu katedrāle) es la iglesia catedral de la diócesis de Jelgava, se encuentra en la ciudad de Jelgava, en el país europeo de Letonia.
La iglesia anterior, demolida en 1904 por riesgo de colapso, data de 1630. La nueva iglesia fue construida en 1906 y diseñada por Casimir Jasen Strandmann y consagrada en honor a San Jorge. En 1925, Monseñor Joseph Rancāns re-consagró la iglesia a la Virgen Inmaculada. Durante la Segunda Guerra Mundial, en julio de 1944, la iglesia se quemó. Después de la guerra se inició la restauración de la iglesia utilizando como materiales de construcción los bloques de construcción de muros anteriores. Las obras duraron hasta 1958. Además los trabajos de restauración y acabado interior se completaron en 1969. Con la creación de la diócesis de Jelgava el 2 de diciembre de 1995 en la bula Apostolicum ministerium del Papa Juan Pablo II, la iglesia es fue elevada al estatus de catedral.